# Llista de topònims de Vallclara
Llista de topònims (noms propis de lloc) del municipi de Vallclara, a la Conca de Barberà
Informació actualitzada per un bot. Els canvis manuals es perdran quan s'actualitzi!

## cabana
| imatge | Nom                | Ubicat a  | instància de | Detalls | coordenades                                                          | Protecció | Commons (més fotos) | Dades a WD                    |
| ------ | ------------------ | --------- | ------------ | ------- | -------------------------------------------------------------------- | --------- | ------------------- | ----------------------------- |
|        | cabana del Josepet | Vallclara | cabana       |         | 41° 22′ 04″ N, 0° 58′ 17″ E / 41.3678713116681°N,0.97139776738756°E  |           |                     | Modifica les dades a Wikidata |
|        | corral del Sales   | Vallclara | cabana       |         | 41° 21′ 58″ N, 0° 59′ 42″ E / 41.3660799779278°N,0.995090124345229°E |           |                     | Modifica les dades a Wikidata |
|        | corral del Xival   | Vallclara | cabana       |         | 41° 22′ 28″ N, 0° 58′ 55″ E / 41.3744064983069°N,0.981932366745428°E |           |                     | Modifica les dades a Wikidata |

## casa
| imatge | Nom         | Ubicat a  | instància de | Detalls                                  | coordenades                                                                   | Protecció                                  | Commons (més fotos)     | Dades a WD                    |
| ------ | ----------- | --------- | ------------ | ---------------------------------------- | ----------------------------------------------------------------------------- | ------------------------------------------ | ----------------------- | ----------------------------- |
|        | Can Sales   | Vallclara | casa         |                                          | 41° 22′ 39″ N, 0° 58′ 53″ E / 41.377365°N,0.981517°E ca:Carrer Major, 15      |                                            | Can Sales (Vallclara)   | Modifica les dades a Wikidata |
|        | ca l'Anglès | Vallclara | casa         | Estil: arquitectura popular 18th century | 41° 22′ 38″ N, 0° 58′ 56″ E / 41.377352°N,0.982104°E ca:C. Major, 28 627 msnm | bé integrant del patrimoni cultural català | Ca l'Anglès (Vallclara) | Modifica les dades a Wikidata |

## cova
| imatge | Nom              | Ubicat a  | instància de | Detalls | coordenades                                                         | Protecció | Commons (més fotos) | Dades a WD                    |
| ------ | ---------------- | --------- | ------------ | ------- | ------------------------------------------------------------------- | --------- | ------------------- | ----------------------------- |
|        | cova del Sastre  | Vallclara | cova         |         | 41° 21′ 47″ N, 0° 59′ 51″ E / 41.3630675872687°N,0.99744217685865°E |           |                     | Modifica les dades a Wikidata |
|        | cova del Xisto   | Vallclara | cova         |         | 41° 23′ 18″ N, 1° 00′ 27″ E / 41.3884606385709°N,1.00743880153201°E |           |                     | Modifica les dades a Wikidata |
|        | coves del Sastre | Vallclara | cova         |         | 41° 22′ 04″ N, 0° 59′ 55″ E / 41.367725533042°N,0.998554697947882°E |           |                     | Modifica les dades a Wikidata |

## església
| imatge | Nom                               | Ubicat a  | instància de | Detalls                                                       | coordenades                                                                       | Protecció                                  | Commons (més fotos)                         | Dades a WD                    |
| ------ | --------------------------------- | --------- | ------------ | ------------------------------------------------------------- | --------------------------------------------------------------------------------- | ------------------------------------------ | ------------------------------------------- | ----------------------------- |
|        | Sant Antoni de Pàdua de Vallclara | Vallclara | església     | Estil: arquitectura barroca arquitectura popular 17th century | 41° 22′ 39″ N, 0° 58′ 57″ E / 41.37737°N,0.982507°E ca:Pl. de l'Església 624 msnm | bé integrant del patrimoni cultural català | Capella de Sant Antoni de Pàdua (Vallclara) | Modifica les dades a Wikidata |
|        | Sant Joan Baptista de Vallclara   | Vallclara | església     | Estil: barroc                                                 | 41° 22′ 39″ N, 0° 58′ 56″ E / 41.3775°N,0.982287°E ca:Plaça de l'Església         | bé cultural d'interès local                | Sant Joan Baptista de Vallclara             | Modifica les dades a Wikidata |

## font
| imatge | Nom                 | Ubicat a  | instància de | Detalls                     | coordenades                                                     | Protecció                   | Commons (més fotos)             | Dades a WD                    |
| ------ | ------------------- | --------- | ------------ | --------------------------- | --------------------------------------------------------------- | --------------------------- | ------------------------------- | ----------------------------- |
|        | Font Vella          | Vallclara | font         | Estil: arquitectura popular | 41° 22′ 35″ N, 0° 58′ 52″ E / 41.376271°N,0.981044°E            | bé cultural d'interès local | Font de Sant Antoni (Vallclara) | Modifica les dades a Wikidata |
|        | font dels Capellans | Vallclara | font         |                             | 41° 22′ 44″ N, 0° 58′ 19″ E / 41.3788511147°N,0.9718860544526°E |                             |                                 | Modifica les dades a Wikidata |

## masia
| imatge | Nom               | Ubicat a  | instància de | Detalls       | coordenades                                                       | Protecció | Commons (més fotos) | Dades a WD                    |
| ------ | ----------------- | --------- | ------------ | ------------- | ----------------------------------------------------------------- | --------- | ------------------- | ----------------------------- |
|        | Mas d'en Plaça    | Vallclara | masia        |               | 41° 23′ 05″ N, 1° 00′ 45″ E / 41.384773°N,1.012446°E 541 msnm     |           |                     | Modifica les dades a Wikidata |
|        | Mas de l'Abella   | Vallclara | masia        |               | 41° 22′ 36″ N, 0° 59′ 54″ E / 41.37661109761°N,0.99826251318294°E |           |                     | Modifica les dades a Wikidata |
|        | Mas de l'Anglès   | Vallclara | masia        |               | 41° 21′ 45″ N, 1° 00′ 38″ E / 41.362415048719°N,1.0106528579167°E |           |                     | Modifica les dades a Wikidata |
|        | Mas de la Llana   | Vallclara | masia        |               | 41° 21′ 38″ N, 1° 00′ 13″ E / 41.360490424271°N,1.0035386602287°E |           |                     | Modifica les dades a Wikidata |
|        | Mas de la Mariana | Vallclara | masia        | Estat: ruïnós | 41° 22′ 55″ N, 0° 58′ 39″ E / 41.382004°N,0.977448°E 647 msnm     |           |                     | Modifica les dades a Wikidata |
|        | Mas del Xagra     | Vallclara | masia        | Estat: ruïnós | 41° 22′ 00″ N, 0° 58′ 17″ E / 41.366656°N,0.97149°E 707 msnm      |           |                     | Modifica les dades a Wikidata |

## molí d'aigua
| imatge | Nom              | Ubicat a  | instància de | Detalls                     | coordenades                                                         | Protecció                                  | Commons (més fotos) | Dades a WD                    |
| ------ | ---------------- | --------- | ------------ | --------------------------- | ------------------------------------------------------------------- | ------------------------------------------ | ------------------- | ----------------------------- |
|        | Molí de Viern    | Vallclara | molí d'aigua |                             | 41° 21′ 46″ N, 0° 59′ 12″ E / 41.3628905549091°N,0.98678351144068°E |                                            |                     | Modifica les dades a Wikidata |
|        | Molí del Mas     | Vallclara | molí d'aigua | Estil: arquitectura popular |                                                                     | bé integrant del patrimoni cultural català |                     | Modifica les dades a Wikidata |
|        | Molí del Sales   | Vallclara | molí d'aigua | Estil: arquitectura gòtica  |                                                                     | bé integrant del patrimoni cultural català |                     | Modifica les dades a Wikidata |
|        | Molí del Xafarot | Vallclara | molí d'aigua | Estil: arquitectura popular | 41° 22′ 39″ N, 0° 59′ 28″ E / 41.377372°N,0.991056°E                | bé integrant del patrimoni cultural català |                     | Modifica les dades a Wikidata |

## muntanya
| imatge | Nom             | Ubicat a                          | instància de | Detalls | coordenades                                                         | Protecció | Commons (més fotos) | Dades a WD                    |
| ------ | --------------- | --------------------------------- | ------------ | ------- | ------------------------------------------------------------------- | --------- | ------------------- | ----------------------------- |
|        | Punta del Sales | Vallclara Prades                  | muntanya     |         | 41° 21′ 08″ N, 0° 59′ 56″ E / 41.35230472°N,0.998825°E 1046 msnm    |           |                     | Modifica les dades a Wikidata |
|        | les Forques     | Vallclara                         | muntanya     |         | 41° 22′ 48″ N, 0° 59′ 17″ E / 41.37990833°N,0.98792222°E 657.5 msnm |           |                     | Modifica les dades a Wikidata |
|        | tossal Gros     | Prades Vallclara Vimbodí i Poblet | muntanya     |         | 41° 20′ 46″ N, 1° 00′ 18″ E / 41.3461°N,1.00493°E 1107.7 msnm       |           |                     | Modifica les dades a Wikidata |

## pont
| imatge | Nom                   | Ubicat a  | instància de | Detalls                                                          | coordenades                                                                            | Protecció                                  | Commons (més fotos)   | Dades a WD                    |
| ------ | --------------------- | --------- | ------------ | ---------------------------------------------------------------- | -------------------------------------------------------------------------------------- | ------------------------------------------ | --------------------- | ----------------------------- |
|        | Pont de Vallclara     | Vallclara | pont         | Estil: arquitectura popular                                      | 41° 22′ 40″ N, 0° 59′ 01″ E / 41.37774°N,0.98363°E                                     | bé integrant del patrimoni cultural català | Pont de Vallclara     | Modifica les dades a Wikidata |
|        | Pontarró de Vallclara | Vallclara | pont         |                                                                  | 41° 22′ 18″ N, 0° 58′ 33″ E / 41.371766266042°N,0.975712722350565°E                    |                                            |                       | Modifica les dades a Wikidata |
|        | pont Vell             | Vallclara | pont         | Estil: arquitectura popular 19th century Travessa: riu de Milans | 41° 22′ 35″ N, 0° 58′ 52″ E / 41.376263°N,0.981094°E ca:C. Placeta de la Font 618 msnm | bé cultural d'interès local                | Pont Vell (Vallclara) | Modifica les dades a Wikidata |

## serra
| imatge | Nom                | Ubicat a                   | instància de | Detalls | coordenades                                                  | Protecció | Commons (més fotos) | Dades a WD                    |
| ------ | ------------------ | -------------------------- | ------------ | ------- | ------------------------------------------------------------ | --------- | ------------------- | ----------------------------- |
|        | Serrall de la Cova | Vallclara Vimbodí i Poblet | serra        |         | 41° 23′ 21″ N, 1° 00′ 23″ E / 41.3891°N,1.00632°E 634.2 msnm |           |                     | Modifica les dades a Wikidata |
|        | Serret de la Mina  | Vallclara Vimbodí i Poblet | serra        |         | 41° 21′ 20″ N, 1° 00′ 50″ E / 41.3555°N,1.01393°E 960.7 msnm |           |                     | Modifica les dades a Wikidata |

## Misc
| imatge | Nom                          | Ubicat a                                                                       | instància de                                   | Detalls                                                       | coordenades                                                                                        | Protecció                                            | Commons (més fotos)              | Dades a WD                    |
| ------ | ---------------------------- | ------------------------------------------------------------------------------ | ---------------------------------------------- | ------------------------------------------------------------- | -------------------------------------------------------------------------------------------------- | ---------------------------------------------------- | -------------------------------- | ----------------------------- |
|        | Antiga Cooperativa           | Vallclara                                                                      | edifici                                        | Estil: arquitectura popular                                   | 41° 22′ 39″ N, 0° 58′ 55″ E / 41.377395°N,0.982005°E ca:C. Major, Vallclara                        | bé integrant del patrimoni cultural català           |                                  | Modifica les dades a Wikidata |
|        | Casa de la vila de Vallclara | Vallclara                                                                      | casa consistorial                              | Estil: arquitectura popular                                   | 41° 22′ 37″ N, 0° 58′ 54″ E / 41.377°N,0.98166°E ca:Carrer de la Placeta, 12                       | bé integrant del patrimoni cultural català           | Casa de la vila de Vallclara     | Modifica les dades a Wikidata |
|        | Castell de Vallclara         | Vallclara                                                                      | castell                                        | Estil: arquitectura romànica arquitectura gòtica 12nd century | 41° 22′ 36″ N, 0° 58′ 49″ E / 41.3766°N,0.980344°E ca:Partida del Castell, la Roca Grossa 652 msnm | bé d'interès cultural bé cultural d'interès nacional | Castell de Vallclara             | Modifica les dades a Wikidata |
|        | Vall de Vinaixa              | els Omellons Vinaixa Tarrés Fulleda l'Espluga Calba Vimbodí i Poblet Vallclara | àrea protegida vall                            | Superfície: 3024.17ha                                         | 41° 26′ 40″ N, 0° 59′ 33″ E / 41.4444305556°N,0.992636111111°E Depressió Central                   |                                                      | Vall de Vinaixa                  | Modifica les dades a Wikidata |
|        | Vallclara                    | Vallclara                                                                      | entitat singular de població capital municipal | 89 hab                                                        | 41° 22′ 38″ N, 0° 58′ 53″ E / 41.377092°N,0.981526°E 623 msnm                                      |                                                      |                                  | Modifica les dades a Wikidata |
|        | carrer de la Placeta         | Vallclara                                                                      | carrer                                         | Estil: arquitectura popular                                   | 41° 22′ 37″ N, 0° 58′ 53″ E / 41.37697°N,0.9815°E                                                  | bé integrant del patrimoni cultural català           | Carrer de la Placeta (Vallclara) | Modifica les dades a Wikidata |
|        | cementiri de Vallclara       | Vallclara                                                                      | cementiri                                      |                                                               | 41° 22′ 47″ N, 0° 58′ 47″ E / 41.379822°N,0.979589°E                                               |                                                      | Cementiri de Vallclara           | Modifica les dades a Wikidata |
|        | riu de Milans                | Vallclara Vimbodí i Poblet                                                     | curs d'aigua                                   | Desemboca: Francolí Llarg: 12km                               | 41° 23′ 24″ N, 1° 01′ 29″ E / 41.3901°N,1.02471°E                                                  |                                                      |                                  | Modifica les dades a Wikidata |